# Sandy Poulsen
Sandra Wayne „Sandy“ Poulsen (* 24. Juli 1952 in San Francisco, Kalifornien) ist eine ehemalige US-amerikanische Skirennläuferin.

## Biografie
Aufgewachsen nahe Squaw Valley, war es Poulsen nahezu vorbestimmt Skirennläuferin zu werden. Ihr Vater Wayne Poulsen war ein Skispringer, der an den Olympiatrials der Vereinigten Staaten 1932 teilgenommen hatte. Ihre Mutter Sandy, Immobilienmaklerin, war ebenfalls eine sehr gute Skiläuferin. Poulsen ist das einzige Mädchen unter acht Kindern, ihre Brüder Eric und Lance traten ebenfalls für das US-amerikanische Weltcupteam an.
Zwischen 1970 und 1974 trat Sandy Poulsen für das Universitätsteam von Nevada im Weltcup an. Dabei erreichte sie am 11. Februar 1973 im italienischen Abetone ihre einzige Podestplatzierung – ein dritter Platz im Riesenslalom. Zudem erreichte sie 13 weitere Top-10-Platzierungen. Im Gesamtweltcup der Saison 1971/72 erreichte sie den 16. Rang. 1972 wurde Poulsen US-amerikanische Meisterin im Riesenslalom. Im selben Jahr nahm sie an den Olympischen Winterspielen in Sapporo teil, wo sie 21. in der Abfahrt wurde aber im Riesenslalom ausschied. Zwei Jahre später belegte sie bei den Weltmeisterschaften 1974 in St. Moritz den elften Platz im Riesenslalom und Rang 22 in der Abfahrt.
Nach Beendigung ihrer Karriere zog Poulsen zurück nach Squaw Valley, wo sie wie ihre Mutter als Immobilienmaklerin arbeitet und Vizepräsidentin der Squaw Valley Realty ist.